# Прокляття щуролова
«Прокляття щуролова» (англ. The Piper, «Сопілкар») — американський фільм 2023 року, знятий режисером та сценарістом Ерлінґуром Тороддсеном (Ісландія). Основні зйомки проходили в Болгарії влітку 2021 року. Прокат фільму розпочався 9 листопада 2023 року. У головних ролях: Джуліан Сендс, Шарлотта Гоуп, Кейт Ніколс.

## Опис
В основі фільму посилання на давню легенду про Гамельнського щуролова. Молода талановита композиторка отримує пропозицію, яка може визначити подальший шлях її кар'єри. Нещодавно померлий наставник Мел залишив незавершеним свій дивовижний концерт. Жінці пропонують завершити цей твір від імені свого вчителя. Вона з ентузіазмом вона береться за завдання, намагаючись непомітно вписатися у стиль свого покійного ментора. Занурюючись у світ музики, вона починає відчувати все більше тривоги та невпевненості. У звуках є щось невизначене, що викликає відчуття смерті та безладдя. Ця послідовність звуків викликає у неї дедалі більше зворушливих емоцій. Коли люди, які люблять музику, говорять про те, що вони відчувають, це «щось» оживає всередині них під час прослуховування музичного твору. Слухачі зазвичай мають на увазі позитивні емоції, однак у цьому випадку виникає враження, що звуки створюють не щось чудове, а дещо химерне та лячне.

## Виробництво
Фільм знято кінокомпанією Millennium Media.
Уперше тизер-трейлер фільму було представлено на фестивалі American Film Market (AFM) у листопаді 2022 року, де проєкт викликав зацікавлення як поєднання психологічного жах та класичної європейської легенди.

## Випуск

### Прокат в Україні
Прокат фільму в Україні належить компанії Kinomania Film Distribution. Фільм дубльований студією AAA-Sound у 2023 році. Переклад Олексія Зражевського. 
Ролі дублювали: Юлія Шаповал, Андрій Альохін, Наталя Романько, Євген Лісничий, Ліза Зіновенко, Дмитро Гаврилов, Ольга Радчук, Роман Солошенко, Дмитро Завадський, Юлія Перенчук та інші.